# إيفان هال
إيفان هال (بالإنجليزية: Ivan Hall)‏ هو مؤرخ بريطاني، ولد في 1932 في مانشستر في المملكة المتحدة.